# Georg Ignaz von Metzburg
Georg Ignaz von Metzburg (* 24. Juni 1735 in Graz; † 3. Mai 1798 in Wien) war ein österreichischer Mathematiker und Geometer.

## Leben
Georg Ignaz, Freiherr von Metzburg, entstammte einer vorderösterreichischen Familie, die sich in der Steiermark niedergelassen hatte. Er war ein Sohn des steirischen Landrechtssekretärs Christoph Augustin Freiherr von Metzburg aus dessen Ehe mit Maria Katharina von Hitzelberg. Er trat am 17. Oktober 1751 in Wien in die Gesellschaft Jesu ein. Nach der Priesterweihe 1764 wurde er dem Direktor der Wiener Sternwarte als Gehilfe zugeteilt. Am 7. Februar 1772 zum Doktor der Philosophie promoviert, unterstützte er als Geometer Joseph Liesganig bei der Vermessung des östlichen Galizien, das damals zu Österreich gekommen war. Nach der Auflösung des Jesuitenordens kehrte er nach Wien zurück, wo er 1774 als Nachfolger Joseph Walchers auf den Lehrstuhl für Mathematik an der Universität Wien berufen wurde, den er bis zu seinem Tod hatte. Am 5. Dezember 1788 wurde er Dekan der philosophischen Fakultät. Wenige Tage vor seinem Tod leitete er noch die Vermessung des eben erst zu Österreich gekommenen Westgalizien. Er begann auch noch mit der Anfertigung der Karte, die aber erst Franz Triesnecker vollendete.
Er starb 1798 in Wien. Seine große Bibliothek erbten die Kinder seines in Jassy an der Moldau als Konsul verstorbenen Bruders Franz Leopold von Metzburg.

## Werke
- Helshami Physica experimentalis Newtoniana ex anglico in latinum versa, Vindobonae 1769
- Elementa Arithmeticae regularis seu vulgaris, ebd. 1769 (deutsch: Kleines selbstlehrendes Rechenbüchlein, Wien 1772, Augsburg 1773)
- Praxis geometrica ex principiis Geometriae deducta, ebd. 1777,
- Institutiones mathematicae. Tomus I–VII, ebd. 1775–1790
- Institutiones mathematicae ad usum tironum, Editio 4, ebd. 1807 (postum)
- Post-Charte des Georg Ignaz von Metzburg, 1782